# Łąg
Łąg (em cassúbio:  Łãg, em alemão:  Long, 1942-45 Schönhain) é uma vila no distrito administrativo da comuna de Czersk, no condado de Chojnice, voivodia da Pomerânia, no norte da Polônia. Fica a aproximadamente 8 quilômetros (5 milhas) a nordeste de Czersk, 37 quilômetros (23 milhas) a nordeste de Chojnice e 71 quilômetros (44 milhas) a sudoeste da capital regional Gdańsk. Está localizado dentro da região histórica da Pomerânia.

## História
Łąg era uma vila real da Coroa Polonesa, administrativamente localizada no condado de Tuchola, na voivodia da Pomerânia.
Em 1904, uma filial local da Sociedade Ginástica Polonesa "Sokół" foi fundada na aldeia.
Durante a ocupação alemã da Polónia (Segunda Guerra Mundial), em 1942, os alemães realizaram expulsões de polacos, que inicialmente foram detidos no campo de concentração de Potulice, e depois alguns foram deportados para trabalhos forçados na Alemanha, enquanto as suas quintas foram entregues aos colonos alemães como parte da política Lebensraum.